# Hicham Aboucherouane
Hicham Aboucherouane (ur. 2 kwietnia 1981 w El Aounat) – piłkarz marokański grający na pozycji ofensywnego pomocnika lub napastnika.

## Kariera klubowa
Aboucherouane jest wychowankiem klubu Najm El Aounat. W 1999 roku trafił do Raja Casablanca i w jej barwach zadebiutował w pierwszej lidze marokańskiej. W sezonie 2000/2001 był już podstawowym zawodnikiem zespołu i wtedy też wywalczył swoje pierwsze mistrzostwo Maroka. W 2002 roku natomiast zdobył Puchar Maroka oraz dotarł do finału Afrykańskiej Ligi Mistrzów, w nim jednak Raja uległa egipskiemu Zamalekowi SC (0:0, 0:1). W 2003 roku Hicham zdobył Puchar CAF.
Latem 2003 Aboucherouane wyjechał do Kataru i przez pół roku występował w zespole Qatar SC. W styczniu 2004 pozostał na Półwyspie Arabskim, ale zmienił barwy klubowe przenosząc się do saudysjkiego An-Nassr. Sezon 2004/2005 Marokańczyk spędził w Rai.
Latem 2005 trafił do Europy i podpisał kontrakt z francuskim Lille OSC. W Ligue 1 zadebiutował w wygranym 1:0 meczu ze Stade Rennais. Swojego pierwszego gola na francuskich boiskach strzelił we wrześniowym meczu z AS Saint-Étienne (2:0). W Lille rozegrał tylko 12 spotkań i zdobył 2 bramki. Zajął 3. miejsce w lidze.
W 2006 roku Aboucherouane powrócił do Rai, ale grał tam tylko przez pół roku, gdyż już na początku 2007 roku przeszedł do tunezyjskiego Espérance Tunis, z którym na koniec sezonu zdobył Puchar Tunezji.

## Kariera reprezentacyjna
W reprezentacji Maroka Aboucherouane zadebiutował w 2002 roku. W 2006 roku brał udział w Pucharze Narodów Afryki, ale Marokańczycy odpadli w fazie grupowej. W 2008 roku znalazł się w kadrze Henriego Michela na Puchar Narodów Afryki 2008.